# 菲亚特6616
菲亚特6616是一种轻装甲车辆，从七十年代，由菲亚特6614运兵车（APC）改进而来。与 APC 不同，它是为满足国家需要而生产的。其中有52辆分配给宪兵机动营的装甲排，而秘鲁军队至少购买了另外70辆。还有一些6616在上世纪80年代被交付给利比亚和索马里。

## 发展
在第二次世界大战之后，尽管意大利军队有装备轻型和中型装甲车的传统，但国家的武装部队并没有保留装甲侦察车，因为大部分人觉得认为没有必要。
然而，在二十世纪六十年代，菲亚特和奥托梅莱拉开始研制新4x4底盘的轮式车族。并将运兵车（APC）的型号称之为6614，装甲车的型号成为6616。

6616的第一辆原型车于1972年完成，经过试验后，意大利政府立刻为卡宾枪骑兵队（Carabinieri）下了52辆的生产订单，并在博尔扎诺的菲亚特依维柯工厂制造。

## 性能
这辆车的车体由防弹钢板焊接而成，最大厚度为8mm。车组则是经典三人布局，驾驶员坐在车辆的右前部，配有一个向右打开的单向舱盖，车顶上有一个开口，用于安装夜间驾驶时使用的夜视仪。驾驶员的前部和侧面是五个观察窗，覆盖200度的视野，中间的三个还带有雨刮器。

焊接钢炮塔位于车体中央，炮塔左侧是车长，右侧是炮手。配套的无线电安装在炮塔吊舱中。车长有九个用于全方位观察的潜望镜和一个向后打开的一体式舱盖。炮手也是一个向后打开的一体式舱盖和一个安装在舱盖前方，炮塔顶部的潜望瞄准镜。Alenia P204 的炮手观瞄放大倍率是1至8倍，用于在白天瞄准（9° 的视野）。到了夜晚，它可以替换为放大倍数为8的P194夜视仪 （7.9° 视野）。观瞄有+60°到-10°的俯仰角。

主武器包括一门莱茵金属的20mm MK 20 Rh 202机炮。车内备弹共400发弹药，其中有250发是待发弹药，另外150发则是备用，空弹壳会自动弹出车外。同轴武器是一挺安装在机炮上方的7.62mm机枪（用于校准主炮），带有300发待发弹药和700发备用。安装在炮塔两侧的是三具76mm电控烟幕榴弹发射器。同时，炮塔顶部车长位的前方还能安装106 mm M40型无后坐力炮。
6616是完全可以两栖的，由轮子在水中推进，速度5 公里/小时。 它在车体安装了四个舱底泵，每个泵的流量是每分钟180升，并且可以对浸入水中的机械部件加压。与其他两栖车体不同的是，由于6616特殊的构造，所以他不需要防浪板。

除了可以两栖，这辆车还有其他可选装的设备， 如NBC（三防，指：核・生物・化學）系统、空调系统、灭火系统和由PTO（取力器）提供动力的前置绞盘，最大为承重为4,500 kg，并提供40 m长12 mm直径的电缆。

发动机是菲亚特公司生产的柴油增压Fiat Model 8062.24，功率为162马力（119.4千瓦），重量比20左右。

车体后置的发动机舱通过防火隔板与战斗舱隔开，并与手动五档变速器相连，动力从该变速器传递到两速分动箱，最后通过传动轴传递到前后轴。前后差速器均可机械锁定，并由左右半轴齿轮、两个行星齿轮及齿轮架组成。

## 出口
这辆车也有一定的外贸成绩，曾出口到利比亚，秘鲁与索马里。同时这辆车为了外销，还生产过装有cockerill mk3 90mm的改进版本，但由于没有找到买家，于是也就只生产了原型而没有了下文

### 意大利
最初这辆车是分配给了宪兵部队，也就是卡宾枪骑兵。后来装备了第十五侦查中队“洛迪骑兵”团（Cavalleggeri di Lodi）的“半人马”装甲师（Centauro），并在第五次中东战争时，参与了联合国维和部队。而在意大利国内，6616曾经接受了一个鲜为人知的工作，那就是在恐怖主义时期在最高安全监狱的中，担任了侦查一职。在上世纪九十年代，第一“托斯卡尼亚”（Tuscania）伞兵宪兵团的所有6616全部转移到了“迅雷”（Folgore）伞兵旅。在2001年7月的G8活动（热那亚八国峰会骚乱事件）期间，部署了一些6616参与并平息抗议，而在这之后，6616也就不在宪兵部队服役，并只留下三辆充当“门卫”。

### 秘鲁
1980年和1981之间，秘鲁陆军购买了70辆6616，并安装了莱茵金属的MK 20 Rh 202 20mm机炮和两挺M1919 7.62mm机枪。并在之后的现代化改进中，安装了中国制HJ-37C（红箭）ATGM。

## 用户
- 義大利
  - 宪兵队 - 52
- 利比亞 - 100
- 秘魯 - 70
  - 秘鲁军队 - 15
- - 30